# Сука-любов
«Сука-любов» (ісп. Amores perros) — драма Алехандро Гонсалеса Іньярріту, перший фільм його «трилогії про смерть» («Сука-любов», «21 грам», «Вавилон»). Прем'єра стрічки відбулася 14 травня 2000 року на Каннському кінофестивалі, де отримав приз критиків. Фільм також був номінований на «Оскар» як найкращий іноземний фільм і отримав премію BAFTA в цій же номінації. На 1 березня 2024 року фільм займав 243-тю позицію у списку 250 кращих фільмів за версією IMDb.

## Сюжет
Дія фільму відбувається у Мехіко. Стрічка складається з трьох окремих історій (Сусана та Октавіо, Данієль і Валерія, Ель Чіво і Мару), героїв яких пов'язує автомобільна аварія. Всі вони різні: покалічена долею топмодель; чоловік з вищого суспільства, що зробився безхатьком і найманим вбивцею; хлопець, що забажав дружину свого брата-бандита. Кожного з них чекає своя особлива мука: за любов до себе і до власного тіла; за любов до маленької дитини та до тіла красивої жінки; за любов до грошей і до свого вірного пса… Деяким з цих нещасних судитиметься винести любовні тортури, деяким — ні.

## У ролях
- Хорхе Салінас — Луїс
- Альваро Герреро — Данієль
- Гойя Толедо — Валерія
- Еміліо Ечеваррія — Ель Чіво
- Ванесса Бауче — Сусана
- Гаель Гарсія Берналь — Октавіо
- Марко Перес — Раміро
- Родріго Мюррей — Густаво
- Умберто Бусто — Джордж
- Херардо Кемпбелл — Маурічі
- Лурдес Ечеваррія — Мару

## Премії та номінації
Фільм отримав 52 нагороди та 15 номінацій, зокрема:
- 2000 — Каннський кінофестиваль — приз тижня критиків та приз юних критиків;
- 2000 — Кінофестиваль «Фільми Півдня» — головний приз «Срібне дзеркало»;
- 2001 — номінація на «Оскар» як найкращий іноземний фільм;
- 2002 — премія BAFTA як найкращий іноземний фільм;
- 2001 — номінація на «Золотий глобус» як найкращий іноземний фільм;
- 2002 — номінація на премію «Незалежний дух» як найкращий іноземний фільм;
- 2002 — «MTV Movie Awards» як найкращий фільм.

## Український переклад
Фільм ніколи не виходив в українському прокаті й не дублювався українською мовою офіційно. Однак, в україномовних виданнях від початку за ним закріпилася назва «Сука-любов», що є калькою російської прокатної назви. Зокрема, під назвою «Сука-любов» фільм фігурує у матеріалах часописів «Кіноколо» та «Українська правда». 2015 року студією Омікрон було виконано професійний багатоголосий переклад стрічки українською мовою на замовлення сайту Гуртом. У ньому назву за традицією переклали як «Сука-любов».

## Цікаві факти
- В кожній з трьох історій, які складають стрічку, беруть участь собаки.
- Алехандро Гонсалес Іньярріту знявся в камео ролі в другому епізоді фільму — він один з журналістів в офісі, де працює Данієль.
- Телевізійні передачі, показані у фільмі, є ранніми роботами Іньярріту на телебаченні.
- «Чорний» (ісп. Negro) — кличка, яку Ель Чіво дає своїй собаці в кінці фільму — відомий псевдонім режисера фільму.
- На одній зі сторінок газети, яку читає Ель Чіво, надрукований постер фільму «Дисертація» (ісп. Tesis) режисера Алехандро Аменабара, друга Алехандро Гонсалеса Іньярріту.